# Vaxholm
Vaxholm je grad i sjedište istoimene općine u istočnoj Švedskoj u županiji Stockholm.

## Stanovništvo
Prema podacima o broju stanovnika iz 2005. godine u gradu živi 4.817 stanovnika.

## Vanjske poveznice
- Službene stranice grada grada

### Ostali projekti
|  | Zajednički poslužitelj ima još gradiva o temi Vaxholm |